# 청자 철화양류문 통형 병
청자 철화양류문 통형 병(靑磁 鐵畵楊柳文 筒形 甁)은 산화 철로 버드나무를 그려 넣은, 고려청자 통 모양 병이다. 국립중앙박물관 소장이며, 대한민국의 국보 제113호로 지정되어 있다.

## 형태
긴 몸체와 각이 진 작은 입으로 이루어진 병이다.
문양은 철사로 병의 동부 앞ㆍ뒤면에 한 그루씩의 버드나무를 간결하고 아취 있게 그려 선적인 분위기가 느껴진다. 유약은 산화번조로 구웠기 때문에 황갈색을 띠고 있으며, 버드나무가 서 있는 아래 부분은 녹청색을 띠고 있어 마치 연못과 같은 효과를 주고 있다.

## 특징
이러한 철화청자는 12세기 전반 해남 진산리 일대의 가마에서 제작되기 시작하여 개성 있는 청자로 발전하였으며, 12세기 후반에 이르러 이 통형 병과 같은 뛰어난 작품이 만들어지게 된다. 소박한 병의 형태와 간결하고 아취 있는 철화의 문양이 잘 어울리는 이 통형 병의 예는 고려청자에서는 비교적 드물게 보이는 형태의 그릇이다. 

## 같이 보기
- 고려청자

## 참고 자료
- 청자 철화양류문 통형 병 - 국가유산청 국가유산포털
- 본 문서에는 서울특별시에서 지식공유 프로젝트를 통해 퍼블릭 도메인으로 공개한 저작물을 기초로 작성된 내용이 포함되어 있습니다.